# Laura Kaeppeler
Laura Marie Kaeppeler, née en mars 1988 à Kenosha dans le Wisconsin, est couronnée au concours de beauté Miss America pour l'année 2012. Elle est la deuxième Américaine de l'État du Wisconsin à remporter le titre, depuis l'élection de Terry Anne Meeuwsen en 1973.

## Biographie
Laura Kaeppeler est diplômée de la faculté de Carthage (Carthage College), un établissement supérieur d'art, dans le domaine de la musique et du chant. Lors de la compétition de Miss America, lors de l'épreuve artistique, elle s'est illustrée en chantant un air d'opéra.